# Marcilly-en-Villette
 Marcilly-en-Villette  es una población y comuna francesa, situada en la región de Centro, departamento de Loiret, en el distrito de Orléans y cantón de La Ferté-Saint-Aubin.

## Demografía
| 954 | 833 | 1010 | 1401 | 1714 | 1900 |
| Para los censos de 1962 a 1999 la población legal corresponde a la población sin duplicidades (Fuente: INSEE [Consultar]) |     |      |      |      |      |